# Jean-Michel Bellot
Pour les articles homonymes, voir Bellot.
Jean-Michel Bellot (né le 16 décembre 1953 à Neuilly-sur-Seine) est un athlète français spécialiste du saut à la perche.

## Carrière sportive
Licencié au Racing Club de France, Jean-Michel Bellot se distingue en début de saison 1973 en remportant à Rotterdam la médaille de bronze des Championnats d'Europe en salle avec la marque de 5,30 m. Deux années auparavant, il est le plus jeune sélectionné français aux championnats d'Europe d'Helsinki. Il décroche ensuite à Colombes son premier titre de champion de France en effaçant une barre à 5,20 m. Sélectionné pour les Jeux olympiques de 1976, le Français prend la septième place du concours après trois échecs à 5,40 m. Le 5 novembre 1978, il remporte le concours des championnats de Chine de saut à la perche, avec un saut à 5,16 m, et « dans une carrière, ça compte », dira Pierre Toret, journaliste à la télévision française numéro 1 . Ce titre, en fait, a plus valeur de symbole puisque cette visite en Chine est une première pour une délégation tricolore.
Deuxième des Jeux méditerranéens en 1979, derrière Philippe Houvion, avec un saut identique à 5,30 m, il est sélectionné aux Jeux olympiques de 1980. Il y réalise  5,60 m en obtenant la 5e place . Début 1981, Jean-Michel Bellot monte sur la troisième marche du podium des Championnats d'Europe en salle se déroulant à Grenoble. Auteur de 5,65 m, il s'incline face à son compatriote Thierry Vigneron et au Soviétique Aleksander Krupsky. Au mois de juillet 1981, à Mulhouse, il remporte son second titre de champion de France avec 5,55 m. Sélectionné dans l'équipe d'Europe lors de la Coupe du monde des nations de Rome, le Français se classe deuxième du concours derrière le Soviétique Konstantin Volkov.
Le 25 septembre 1982, Jean-Michel Bellot établit la meilleure performance de sa carrière à l'occasion de la réunion de Colombes en franchissant la barre de 5,75 m. Il réalise à cette occasion la meilleure performance mondiale de l'année 1982.

## Reconversion
Après avoir obtenu un diplôme de professeur d'éducation physique, Jean-Michel devient journaliste en 1983. Recruté par la chaine de télévision TF1 en 1988, il devient chef du service de sports puis grand reporter. En 2007, il est nommé directeur du développement du mécénat sportif au sein de la Fondation Jean-Luc Lagardère, à laquelle sont rattachés notamment le Team Lagardère et le Lagardère Paris Racing. Le projet du Groupe Lagardere, trop onéreux, sera finalement abandonné en 2010.
En 2010, Jean Michel Bellot fonde la société JMBellot conseil, spécialisée dans le secteur de la prise de parole en public, et du média training. 

## Palmarès

### International
| Date | Compétition                    | Lieu      | Place | Marque |
| ---- | ------------------------------ | --------- | ----- | ------ |
| 1973 | Championnats d'Europe en salle | Rotterdam | 3e    | 5,30 m |
| 1976 | Jeux olympiques                | Montréal  | 7e    | 5,40 m |
| 1979 | Jeux méditerranéens            | Split     | 2e    | 5,30 m |
| 1980 | Jeux olympiques                | Moscou    | 5e    | 5,40 m |
| 1981 | Championnats d'Europe en salle | Grenoble  | 3e    | 5,65 m |
| 1981 | Coupe du monde des nations     | Rome      | 2e    | 5,55 m |

### National
- Champion de France du saut à la perche en 1973 et 1981.
- Champion de France en salle en 1975 à Orléans avec un saut de 5,25 m.

## Annexe